# 3669 Vertinskij
A 3669 Vertinskij (ideiglenes jelöléssel 1982 UO7) a Naprendszer kisbolygóövében található aszteroida. Ljudmila Georgijevna Karacskina fedezte fel 1982. október 21-én.